# Ero Kawaii
Ero Kawaii (jap. エロ可愛い, dt. „erotisch-süß“), auch Erokawa (エロカワ), ist ein Wort der japanischen Subkultur, das aus japanischer Sicht den westlichen Trend von Sexappeal (angelehnt an die englisch umgangssprachliche Bezeichnung Sexiness) in Kontrast zum japanischen Kawaii-Trend in Kombination definieren soll. Der Term wurde erstmals 2005 in Japan publik und ist eine Fusion von ero (エロ; für erotisch – wird jedoch als negativ in der japanischen Kultur aufgenommen) und kawaii (可愛い), das für süß steht.

## Herkunft und Verbreitung
Der Term wurde erstmals von der japanischen Sängerin Kumi Kōda als Ero-Kakkoii (エロかっこいい, „erotisch-cool“) in der Öffentlichkeit verwendet, um ihren künstlerischen Stil zu beschreiben. Viele japanische Frauen bezogen das Wort Ero auf etwas negatives und fanden es jedoch akzeptabel, wenn das Wort mit kakkoii in Verbindung gebracht wird. Kumi gab weitere Variationen wie Ero-Kakko-Kawaii oder das letztendlich bekannte Wort Ero Kawaii. Mit der steigenden Popularität der Sängerin in den folgenden Jahren 2006 und 2007, verbreitete sich das Wort verstärkt und weitere Künstler wie die koreanische Sängerin Ayumi Lee oder Leah Dizon beschrieben Kumi als ihren Einfluss im Bezug auf Ero Kawaii.